# クィントゥス・ファビウス・ピクトル
クィントゥス・ファビウス・ピクトル（ラテン語: Quintus Fabius Pictor, 紀元前254年頃 - ?）は、古代ローマ最初の歴史家、元老院議員。名門ファビウス氏族の一員で、家族名ピクトル（pictor）はラテン語で「画家」を意味する。
共和政ローマの元老院議員として紀元前225年のガリア人との戦いやカルタゴとの第二次ポエニ戦争を指導した。カンナエの戦いでのローマの大敗の後、デルポイへ神託を伺う使節として派遣された。
ピクトルはローマ最初の歴史家とされるが、著述はラテン語ではなくギリシア語で行っている。その著作は引用などで断片が伝わるが、大半は散逸してしまっている。ピクトルの著作はラティウムへのアイネイアースの到着から自身の経験した第二次ポエニ戦争までを扱ったとされ、執筆年代は第二次ポエニ戦争後とされているが、戦争中に書かれたとの主張もある。
著作の内容については、閥族主義的で有力家系の視点からローマの歴史を述べたといわれる。また第二次ポエニ戦争について、自身の属したファビウス氏族のクィントゥス・ファビウス・マクシムスの賞賛や擁護を重く見る研究者もいる。ポリュビオスに従えばピクトルは、第二次ポエニ戦争についてその責任をハミルカル・バルカ、ハンニバルらバルカ家に帰している。
その著作はポリュビオスのほか、ティトゥス・リウィウスやハリカルナッソスのディオニュシオスなどが典拠と使用している。またキケロの時代までにラテン語に翻訳されていた。